# 天南
《天南》杂志是一本文学双月刊杂志，于2011年4月1日正式出版，由现代传播出品，主编为欧宁。2014年，该杂志宣布停刊。